# Torre del Greco
Torre del Greco là một thành phố Ý. Thành phố thuộc tỉnh Napoli trong vùng Campina. Thành phố có diện tích 30,7 km2, dân số là 87.197 người (ước tính năm 2010). Đây là thành phố đông dân lớn thứ 59 tại Ý. Các vùng biển gần thành phố này có san hô đẹp và thành phố này nổi tiếng với sản phẩm trang sức bằng san hô từ thế kỷ 17.